# Katedrála v Santiago de Compostela
Katedrála v Santiago de Compostela je chrám v historickém centru španělského města Santiago de Compostela. Celé centrum města včetně katedrály bylo zapsáno na seznam světového dědictví UNESCO. Katedrála je legendárním pohřebištěm sv. Jakuba Většího, jednoho z apoštolů Ježíše Krista. Je též významným poutním místem, cílem svatojakubské cesty, kterou chodí křesťanští poutníci již od raného středověku. Jde zřejmě o třetí nejvýznamnější křesťanské poutní centrum po Římu a Jeruzalému. Budova je původně románskou stavbou, avšak s výraznými pozdějšími gotickými a barokními doplňky. Nachází se na náměstí Praza do Obradoiro.
Prapočátek svatostánku je spjat s rokem 814, kdy na jeho místě měl být poustevníkem Pelagiem objeven ztracený hrob sv. Jakuba, který dle legendy přinesl křesťanství do Španělska. Král Alfons II. nařídil na místě objevu stavbu kaple. Tato historie je z velké části ještě legendární, jistější je, že stavba dnešní katedrály začala v roce 1075 za panování Alfonse VI. (1040-1109) a za patronátu biskupa Diega Peláese. Katedrála byla stavěna podle vzoru klášterního kostela sv. Saturnina v Toulouse. K výstavbě se původně používala převážně žula. Stavba byla několikrát přerušena. Podle Liber Sancti Iacobi byla dokončena v roce 1122. Tehdy byla také postavena monumentální fontána před severním portálem. Stavitel je neznámý, podle Codex Calixtinus jím byl jistý Bernard starší. Vysvěcen byl chrám v roce 1211 za přítomnosti krále Alfonse IX. Nejvýznamnější přístavby proběhly v 16., 17. a 18. století.